# Georges Miedzianagora
Georges Miedzianagora (né à Bruxelles le 17 juin 1930 et décédé à Bruxelles le 26 novembre 2003) est un philosophe belge.

## Biographie
Survivant de la Shoah car échappé à treize ans du Fort de Breendonk, Joseph Miedzianagora connait les débuts d'Israël dans un kibboutz. Revenu en Belgique, il boucle le jury central en trois mois, accomplit rapidement des études de philosophie à l’Université libre de Bruxelles, devient l’assistant de Chaïm Perelman. Son mémoire de Doctorat sera publié à Paris en 1970 : Philosophies Positives du Droit et Droit Positif. Joseph Miedzianagora signera ensuite ses écrits du prénom Georges sous lequel il avait été caché pendant la guerre, ou s’en tiendra aux initiales GM.
Anarchiste dans l’âme, il est le meneur le plus en vue du « mai 68 » à l’Université libre de Bruxelles. Ce qui met fin à sa carrière universitaire. Il reste rémunéré jusqu’à la fin de son mandat d’assistant mais interdit d’enseigner. Ses étudiants lui offrent une structure pirate d’enseignement de la philosophie des sciences dont les trois sessions publiques ont lieu dans des amphithéâtres squattés : l'École Élysée Reclus. Le cours initial leur permit d'entendre le prix Nobel de chimie Ilya Prigogine, le futur prix Nobel de physique François Englert, le mathématicien René Thom et d'autres dire l'écart entre les réalités observées et les codes qui les transcrivent. Après Inertie-Entropie (1974-1975), ce sont Histoire(s)? (1976-1977) et Ad Obscurum per Obscurum (1980-1981)
L’irréalité de la physique quantique choque son sentiment d’une cohérence nécessaire pour que le déterminisme « fasse encore sens. » Il prétendait démontrer l’inanité du parcours d’une particule dont on ne peut connaître à la fois la localisation et la vitesse. Cette critique s’appuyait sur l’idée que la pensée protestante qui avait colonisé l’ensemble du monde scientifique des sciences « dures » avait chassé « le corps » ou l’évidence de la réalité concrète au profit d’une radicalité intellectuelle, comme miroir de l’Esprit. Il mène aussi un combat pour la mémoire en menant, entre autres, une étude sur Herschel Grynszpan, l'étudiant juif allemand dont l’attentat à la vie d’un secrétaire d’ambassade allemand à Paris en 1938, fut présenté comme la justification de la Nuit de Cristal. À la fin de ses jours, il travaille sur un thème qui lui est cher : montrer que « Socrate n’était pas un personnage historique mais le prototype du philosophe qui parle de tout n’importe comment, comme le Tartuffe de Molière désigne le dévot (c’est lui qui faisait cette comparaison). » Miedzianagora souffre de glaucomes. En 2003, quasiment aveugle, il s'avère malade, cesse de s'alimenter, et meurt rapidement.

## Filmographie
Georges Miedzianagora apparaît dans Leçon de vie (16 mm, couleur, 105 minutes, Allemagne/Belgique, 1995). Le scénario, la réalisation et la production du film sont effectuées par  Boris Lehman, en coproduction avec Dovfilm, ZDF, WIP, et RTBF (Carré noir), avec l'aide de la Communauté française et la Région wallonne, l'Atelier Jeunes Cinéastes (AJC), et le Centre de l'Audiovisuel à Bruxelles.